# 玻璃筆

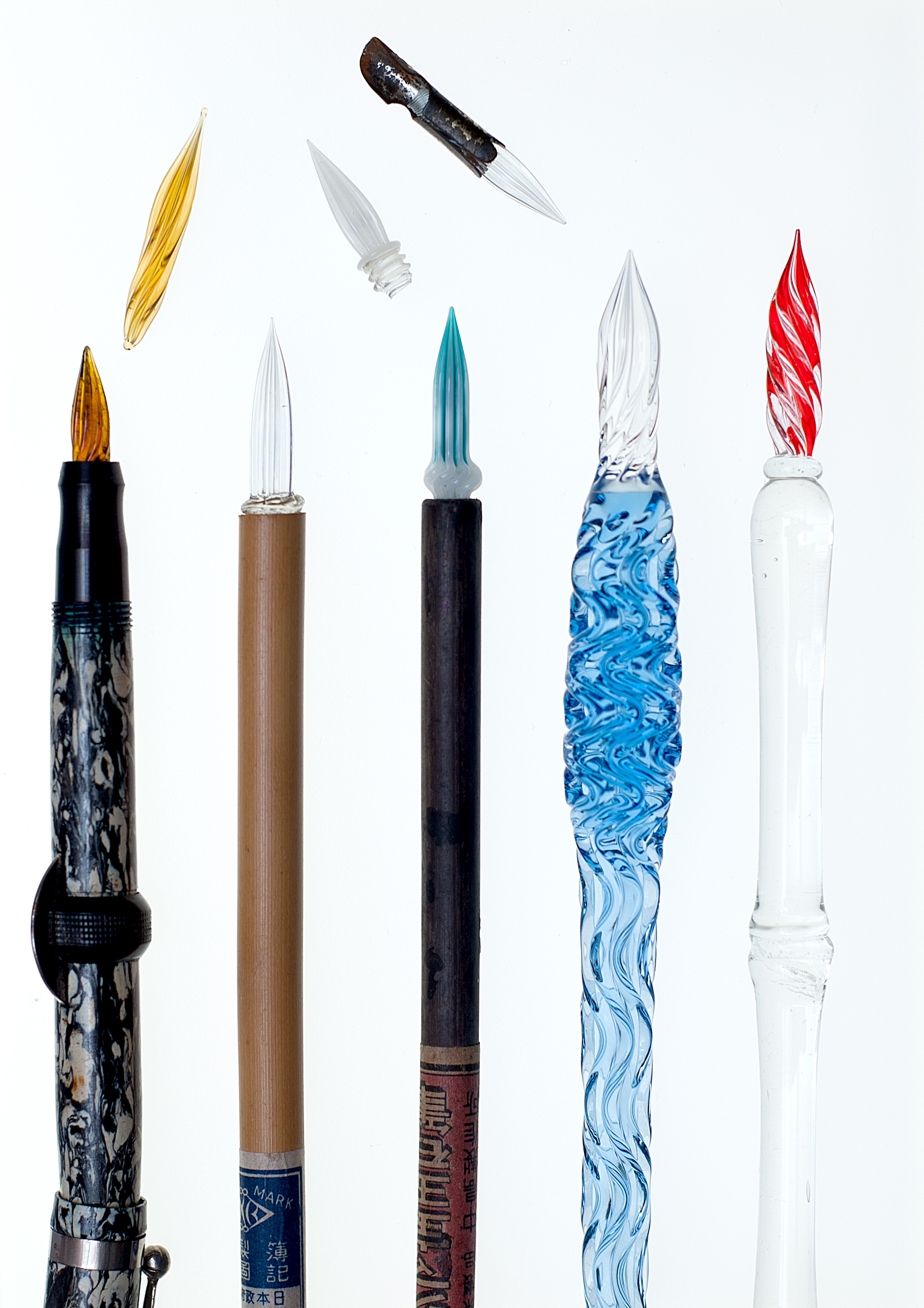
玻璃筆

玻璃筆（日文：ガラスペン），又稱為威尼斯玻璃筆（Venezianische Glasfeder），是以毛細管作用為原理，將墨水貯存於筆頭上數個溝槽，這些溝槽同時也能將墨水引導到筆尖，而形成特殊供墨裝置。書寫時出墨量和筆跡線條粗細，是由筆頭上貯墨溝槽的深度、寬窄與書寫角度所決定。貯墨槽以直紋以及螺旋紋為主要的型制，紋路的變化除了視覺上的美感，也可以提供更長更多的貯墨空間。
玻璃筆之種類主要分為兩種:玻璃自來水筆與玻璃沾水筆。

## 歷史
在發明玻璃筆之前，使用墨水的硬筆書寫主要的工具是以鳥禽類翎管所作的筆，如鵝毛筆、植物中空的莖所做的如蘆葦筆 、以及金屬尖沾水筆與早期的鋼筆，此時，鵝毛筆在書寫上最為不便，由於翎管所製成的筆尖很容易磨損，數千字的書寫後就得重新削過，並且書寫過程會因為筆尖損耗而會使線條改變; 金屬沾水筆也是需要頻繁地沾墨。至於鋼筆雖然在19世紀末期發展得較為成熟，但在攜帶以及書寫便利上，一直到20世紀前期才漸漸取代沾水筆。
依照佐瀨工業所的記載: 在1902年（日本明治35年），玻璃筆的發明者是佐々木定次郎，他是一位在東京製作風鈴的工匠；之後其弟子佐瀨米藏，以及再傳的弟子佐瀨勇，便一直將玻璃筆的製作傳承至今。
根據 spors玻璃自來水筆介紹網頁 可以知道玻璃筆發明後的一、二十年就從日本傳到歐美，並且主要是以自來水筆的形式出現。然而玻璃筆在現今鮮為人知的原因主要是因線條固定，不適合書寫而未曾成為主流書寫工具，玻璃筆未出現前已發明鋼筆，而之後在1940年代Ladislao José Biro則改良出現代使用的原子筆，因此，玻璃筆的在市場上的時間相對短暫、流傳也不廣泛。因上述缺點其主要使用族群取其可描繪穩定的極細線條之特性,多應用在繪圖及標註等非書寫用途,典型應用為地籍繪測及土地所有權登記。後由針筆等取代。
此外對於玻璃筆的歷史還有其他來源，其一是德文的維基百科的「Venezianische Glasfeder」條目，其內容指出玻璃筆是在義大利17世紀威尼斯木拉諾島（MURANO）所發明的。其二來源如J.Herbin 網頁 （页面存档备份，存于） 所稱，玻璃筆是在16世紀就存在。但是這些來源並無確切引用書籍或是有對應的古物。

## 玻璃自來水筆

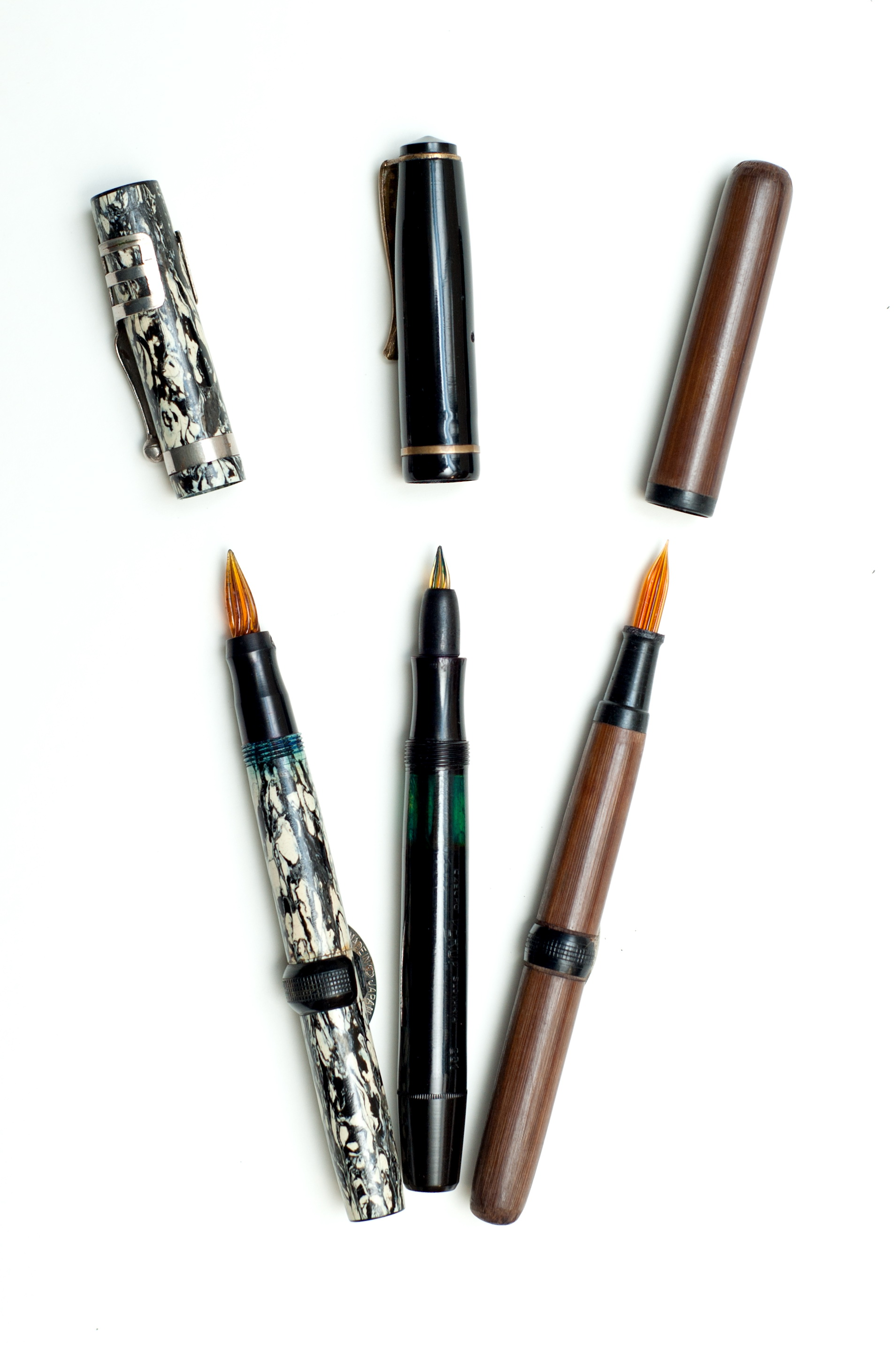
玻璃自來水筆

為了便於攜帶，將玻璃尖放置在自來水筆上，藉由墨囊或是活塞貯墨可提供方便且穩定的書寫，除了筆尖之外的構造，玻璃自來水筆和鋼筆機構大致相同。此類玻璃筆的優勢明顯表現在戰爭時，或是需要低廉成本製造自來水筆的地區。尤其部份國家早期管制黃金等的貴金屬，而玻璃的成本低廉，製作也不困難，所以在原子筆普及之前存在一定的市場。

## 玻璃沾水筆

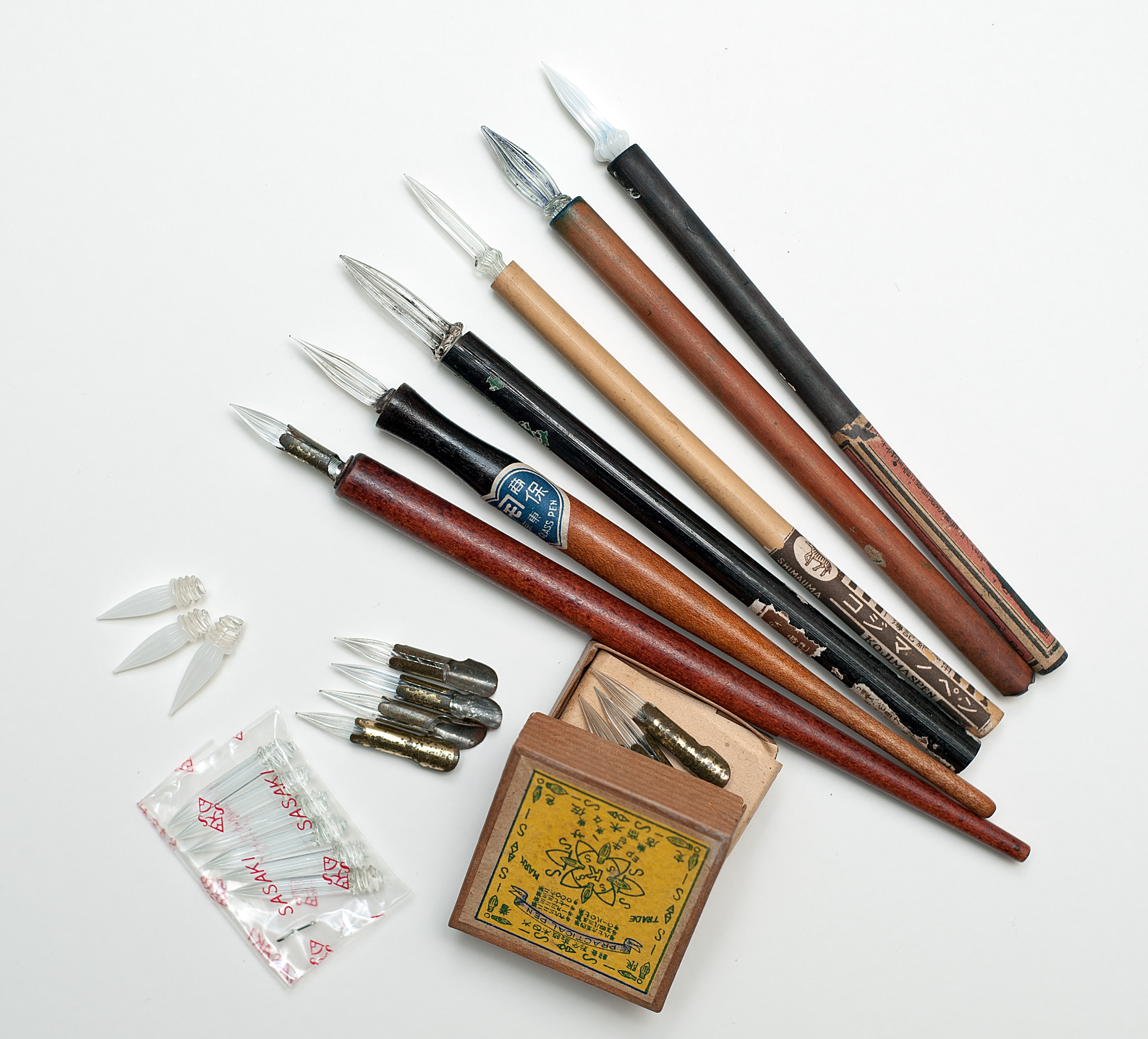
玻璃沾水筆

早期的玻璃筆還有一個主要的使用形制，也就是沾水筆。20世紀初期沾水筆仍是主要書寫或是製圖工具之一，而這時期玻璃筆頭沾水筆，以1.5cm見方的漢字來說，能書寫上百字，往往比傳統金屬尖無筆舌的沾水筆所能書寫的字多出數倍之譜。
玻璃沾水筆多以竹軸為筆身，有些則是可以替換筆頭，另外也有透過金屬片的轉接，可以讓玻璃筆尖轉接到現今通用的沾水筆筆桿上。至於常看到全玻璃製成的的玻璃筆(筆身、筆尖皆為玻璃)，在佐瀨工業所的記載，是在1989年時才發明出來，但是實際上在二戰時期即有中空玻璃筆桿的玻璃筆。目前仍有持續製作的玻璃筆多是整隻玻璃製，而早期竹、木桿配玻璃筆尖的沾水筆等的目前已經沒有製作。

## 使用的墨水與紙張
大多數的玻璃筆為使用鋼筆墨水，但因貯墨槽變化大，所以同時也可以使用較為濃稠的沾水筆墨水。在紙張的選用上，通常需要搭配不易暈染的紙，這點和使用的墨水關係較為密切。

## 清潔與保養
玻璃筆正常書寫不易耗損，但是筆尖若是與硬物碰撞則容易缺損，若是缺損不大，可用砂紙打磨，唯筆劃可能會變粗、出墨量會加大。筆尖清潔最好是在墨水尚未乾涸時、以清水沖洗，附著在毛細槽內的宿墨，很可能會造成日後書寫時，出墨的不順暢。

## 玻璃筆製作者
- 日本 菅清風 （页面存档备份，存于）
- 日本 佐瀬勇
- 中華民國 張世發
- 中華民國 文正